# Grundrechtsmündigkeit
Die Grundrechtsmündigkeit ist die Fähigkeit zur Wahrnehmung von Grundrechten. 

## Abgrenzung

### Grundrechtsmündigkeit
Die Grundrechtsmündigkeit hängt von der tatsächlichen Fähigkeit zur Ausübung von Grundrechten ab. Grundrechtsmündig sind selbständige Volljährige und Minderjährige, wenn sie die geistige Reife und Einsichtsfähigkeit besitzen. Auf Altersstufen wie bei der bürgerlich-rechtlichen Geschäftsfähigkeit kommt es nach der Theorie von der flexiblen Altersgrenze nicht an. Abzustellen ist  – typisierend anhand des Alters des Grundrechtsträgers – auf die Einsichts- und Handlungsfähigkeit bezogen auf den jeweiligen Grundrechtsinhalt. Indizien ergeben sich dabei aus Altersbegrenzungen im Grundgesetz selbst, z. B. in Art. 38 Abs. 2 GG (18 Jahre) oder aus anderen Rechtsnormen, z. B. in § 36 SGB I (15 Jahre). Ein Beispiel für die gesetzlich geregelte Grundrechtsmündigkeit vor Erreichen der Volljährigkeit ist die Religionsmündigkeit mit Erreichen des 14. Lebensjahres.

### Grundrechtsfähigkeit
Die Grundrechtsfähigkeit als Fähigkeit, Inhaber eines Grundrechts zu sein, ist nicht von einem bestimmten Lebensalter abhängig. Der Grundrechtsschutz beginnt grundsätzlich mit der Geburt und endet mit dem Tod, wobei auch der Nasciturus in seinem Recht auf Leben bereits grundrechtlich geschützt ist und die Menschenwürde über den Tod hinaus wirkt.

### Grundrechtsberechtigung
Grundrechtsberechtigt sind grundsätzliche alle natürlichen Personen (Jedermannsrechte), sofern die gewährte Rechtsposition nicht an der Staatsangehörigkeit anknüpft und sich zu einem Deutschenrecht verengt, etwa die Berufsfreiheit gem. Art. 12 Abs. 1 GG oder nur Ausländern gewährt wird wie das Asylrecht (Art. 16a Abs. 1 GG).

## Bedeutung
Eine Verfassungsbeschwerde ist nur zulässig, wenn der Beschwerdeführer beteiligten- und prozessfähig ist.
Nach § 90 Abs. 1 BVerfGG kann jedermann mit der Behauptung, durch die öffentliche Gewalt in einem seiner Grundrechte oder grundrechtsgleichen Rechte verletzt zu sein, die Verfassungsbeschwerde zum Bundesverfassungsgericht erheben. Die Beteiligten- oder Beschwerdefähigkeit folgt danach aus der Grundrechtsfähigkeit.
Die Prozess- oder Verfahrensfähigkeit als die Fähigkeit, Prozesshandlungen selbst oder durch einen selbst bestellten Bevollmächtigten vorzunehmen, setzt wiederum die Grundrechtsmündigkeit voraus. Fehlt die Grundrechtsmündigkeit, etwa bei nicht einsichts- und handlungsfähigen Minderjährigen, ist eine Prozessvertretung durch den oder die Erziehungsberechtigten erforderlich.